# Comandancia de Mati
La Comandancia de Mati fue una división administrativa histórica de la capitanía general de Filipinas situada en la isla de Mindanao, dependiente del Distrito 4.º de Dávao. Su capital era el pueblo de Mati, hoy municipio y cabecera de la provincia de Dávao Oriental.

## Historia
En el siglo XIX, la población de las comandancias-político militares se componía de infieles repartidos en rancherías o de cristianos recién convertidos organizados en pueblos. En lo político eran regidas por un jefe u oficial del ejército español; con atribuciones tanto judiciales como económicas; en lo espiritual están la mayor parte administradas por misioneros, en Mati eran jesuitas, y algunas por párrocos.
Su gobierno estaba a cargo de un oficial del ejército que ejercía las funciones judiciales con un secretario asesor letrado, y las económicas como subdelegado de hacienda.